# José Fontán
José Fontán, né le 11 février 2000 à Vilagarcia de Arousa en Espagne, est un footballeur espagnol qui évolue au poste de défenseur central au FC Arouca.

## Biographie

### En club
Né à Vilagarcia de Arousa en Espagne, José Fontán est formé par le Celta de Vigo, qu'il rejoint en 2011 en provenance de l'Arosa SC. Il joue son premier match en professionnel le 23 janvier 2020, lors d'une rencontre de coupe d'Espagne face au CD Mirandés. Il est titularisé et son équipe s'incline après prolongations par deux buts à un,.
Il fait sa première apparition en Liga le 1er octobre 2020, face au FC Barcelone. Titulaire, il doit cependant céder sa place à Néstor Araujo au bout de trente minutes de jeu, et son équipe s'incline sur le score de trois buts à zéro.
Le 27 juillet 2021, il prolonge son contrat jusqu'en juin 2025 avec son club formateur.
Le 18 juin 2022, José Fontán est prêté par le Celta de Vigo au Go Ahead Eagles pour une saison,. Le 1er février 2023, Fontán inscrit son premier but pour le club, lors d'une rencontre de championnat contre le RKC Waalwijk. Il ne permet toutefois pas à son équipe d'obtenir un résultat, celle-ci s'inclinant par trois buts à un
Le 21 août 2023, José Fontán rejoint le FC Cartagena sous la forme d'un prêt d'une saison.
Le 3 juillet 2024, José Fontán quitte cette fois définitivement le Celta de Vigo pour signer un contrat de deux ans, plus une année en option, au FC Arouca, au Portugal. 

### En sélection
En octobre 2021, José Fontán est appelé pour la première fois avec l'équipe d'Espagne espoirs. Il joue son premier match avec les espoirs le 12 octobre 2021 contre l'Irlande du Nord. Il est titulaire et les jeunes espagnols l'emporte par trois buts à zéro.